# Huskarle
Huskarle (Engelsk: Huscarls, Housecarls) er en hird, et infanteri, der stammer fra Danmark og Angel/Sachsen (nutidens Slesvig/Holsten).
Huskarle blev hovedsageligt brugt i Danmark i vikingetiden og af de angelsaksiske konger i England omkring 900-1000. Huskarle var et eliteinfanteri i lange brynjer, jernhjælme og bevæbnet med økser og skjolde.
Huskarle blev bl.a. benyttet i Slaget ved Hastings i 1066 mellem Harold Godwinson fra England og Wilhelm Erobreren fra Normandiet. Wilhelm sejrede ved Senlic Hill nær Hastings.
| Militær | Spire Denne artikel om militær er en spire som bør udbygges. Du er velkommen til at hjælpe Wikipedia ved at udvide den. |